# Eugenes fulgens
El colibrí magnífico o colibrí de Rivoli(Eugenes fulgens) es una especie de ave apodiforme de la familia Trochilidae, una de las dos pertenecientes al género Eugenes. Es nativo del sur de América del Norte y de la mitad noroccidental de América Central.

## Distribución y hábitat
Se distribuye en el suroeste de Estados Unidos (en el sureste de Arizona y extremo suroeste de Nuevo México), y en el norte de México, donde es un reproductor estival, hacia el sur por gran parte de México, Guatemala, Honduras, El Salvador, hasta el norte de Nicaragua. Las poblaciones norteñas migran hacia el sur en los inviernos boreales.
Esta especie es considerada abundante en la mayor parte de su zona, en sus hábitats naturales:  los bosques de pino-encino, los bosques montanos húmedos (nuboso) y los bordes del bosque. Prinncipalmente en el interior del bosque, pero también ocupa los bordes y los crecimientos secundarios, pastizales y tierras de cultivo con flores de Agave.

## Descripción
Mide 13 cm de longitud. El macho pesa 10 g y la hembra 8,5 g. El pico es negro, largo y ligeramente curvado. Ambos sexos lucen de color oscuro a menos que la luz del sol capte la iridiscencia y los brillantes colores del plumaje. El macho adulto tiene la espalda verde-bronce, volviéndose más bronceado en la cola. La coronilla es de color violeta, la garganta verde-azul brillante, y el resto de la cabeza es negro, exceptuando un punto blanco detrás del ojo. El pecho es verde-bronce y el vientre es grisáceo. La hembra tiene la espalda verde-bronce y el vientre gris pálido. Presenta una línea blanca detrás del ojo. Los ejemplares jóvenes son como la hembra, pero más oscuros y amarronados.

## Reproducción
La hembra se encarga completamente de la construcción del nido y de la incubación. El nido es una taza voluminosa localizada a cerca de tres metros del suelo y la nidada consta de dos huevos blancos. La incubación dura de 15 a 19 días y los polluelos tardan de unos 20 a 26 días en comenzar a volar.

## Alimentación
Esta especie se alimenta de néctar, que consiguen de una amplia variedad de flores, y pequeños insectos. El macho se posa en un lugar visible y defiende sus territorios de alimentación agresivamente. 

## Vocalización
El llamado de la especie es un «drrrk» gutural.

## Sistemática

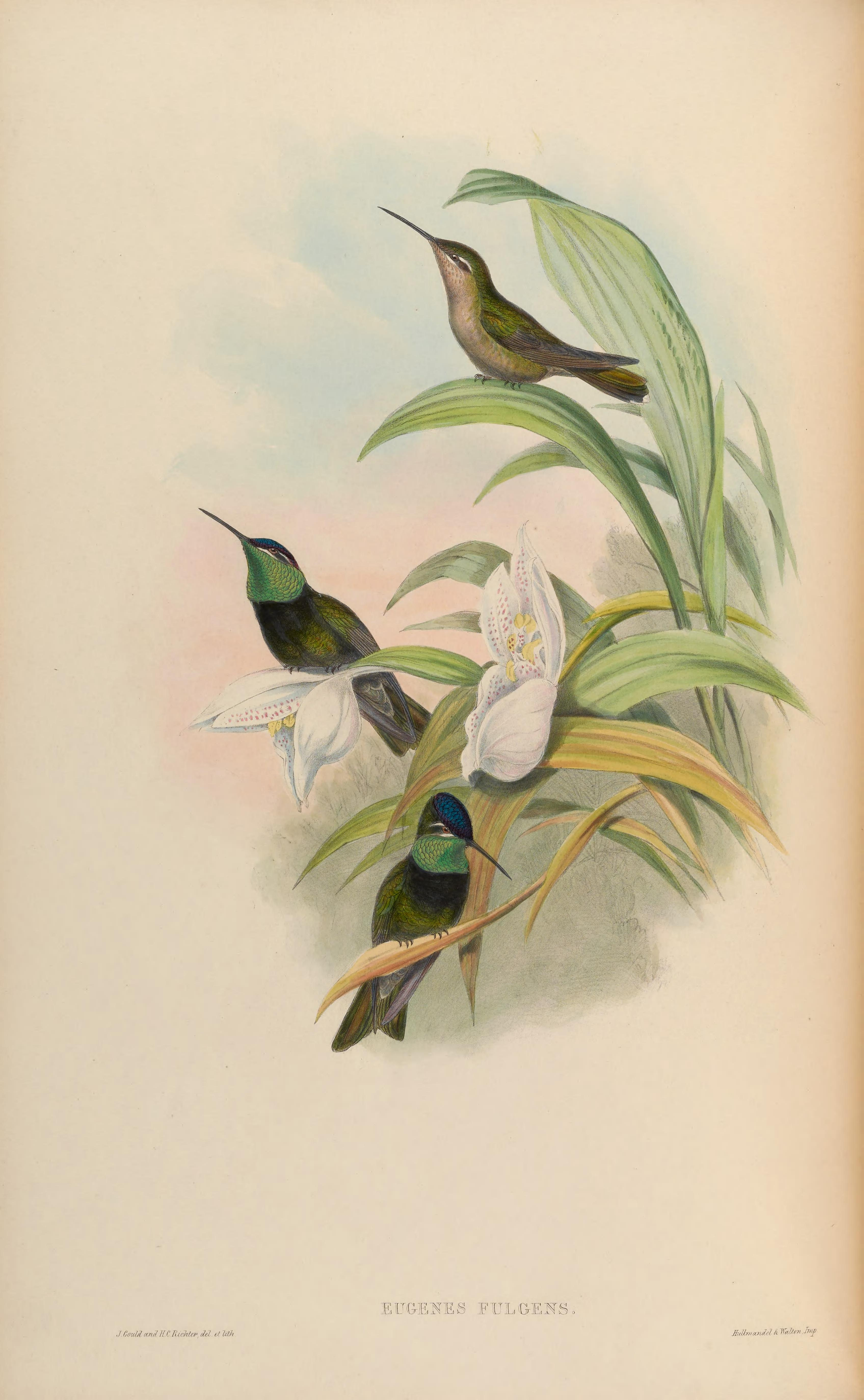
Eugenes fulgens, ilustración de Gould y Richter en A monograph of the Trochilidae, or family of humming-birds 2, 1861.

### Descripción original
La especie E. fulgens fue descrita por primera vez por el ornitólogo británico William Swainson en 1827 bajo el nombre científico Trochilus fulgens; su localidad tipo es: « Temascaltepec, México».

### Etimología
El nombre genérico masculino «Eugenes» proviene del griego «eugenēs» que significa ‘noble’, ‘bien nacido’; y el nombre de la especie «fulgens», en latín significa ‘brillante’.

### Taxonomía
El género Eugenes fue históricamente tratado como monotípico, con la presente como la única especie, hasta que varios estudios demostraron que la entonces subespecie E. fulgens spectabilis presentaba diferencias morfológicas que justificarían su separación. Estudios genético-moleculares posteriores confirmaron la separación. La elevación a especie plena de Eugenes spectabilis, el colibrí de Talamanca, fue reconocida por el Comité de Clasificación de Norte y Mesoamérica (N&MACC) en la Propuesta 2017-B-2. En la misma propuesta se rechazó la elevación a especie del taxón E. fulgens viridiceps del cual ni siquiera se reconoce el estatus de subespecie.